# Pryor Peak
Pryor Peak är en bergstopp i Antarktis. Den ligger i Västantarktis. Argentina, Chile och Storbritannien gör anspråk på området. Toppen på Pryor Peak är 1 062 meter över havet, eller 164 meter över den omgivande terrängen. Bredden vid basen är 2,5 km.
Terrängen runt Pryor Peak är huvudsakligen kuperad, men åt nordväst är den bergig. Trakten är obefolkad. Det finns inga samhällen i närheten. 